# Пітер Ньюмарк
Пітер Ньюмарк (англ. Peter Newmark, 12 квітня 1916 — 9 липня 2011) — видатний англійський науковець, професор перекладознавства, викладач Університету Суррея, який здійснив значний внесок у становлення й розвиток теорії перекладу як самостійної академічної дисципліни.

## Біографія
Народжений 12 квітня 1916 року в Брно (на той час — Австро-Угорщина, нині — Чехія), Ньюмарк виріс у багатомовному середовищі, що зумовило його ранній інтерес до лінгвістики. Після еміграції його родини до Великої Британії він здобув хорошу освіту, яка стала основою для його подальшої наукової діяльності.
Ньюмарк вважається одним із провідних засновників перекладознавства у ХХ столітті. Його праці заклали основи сучасного розуміння перекладу як процесу, що поєднує аналіз тексту, міжкультурну комунікацію й практичну адаптацію мовного матеріалу. Його ідеї отримали широке визнання не лише в англомовному світі, а й у країнах із розвиненою перекладацькою традицією, зокрема в іспаномовних регіонах.

## Науковий доробок
Ньюмарк є автором низки фундаментальних праць із перекладознавства, які залишаються впливовими для сучасної теорії та практики перекладу. Серед найвизначніших його робіт:
- A Textbook of Translation (1988) — підручник, що систематизує теоретичні основи перекладу та пропонує практичні підходи до вирішення перекладацьких завдань;
- Paragraphs on Translation (1989) — збірка аналітичних есе, що розкривають різноманітні аспекти перекладацької діяльності;
- About Translation (1991) — дослідження природи перекладу та пов'язаних із ним лінгвістичних і культурних викликів;
- More Paragraphs on Translation (1998) — продовження попередніх роздумів, збагачене емпіричними прикладами.

## Академічна діяльність
У ролі співзасновника Центру перекладознавства при Університеті Суррея Ньюмарк зробив значний внесок у розвиток перекладацької освіти та досліджень. Він також був головою редакційної ради журналу «The Journal of Specialised Translation», що спеціалізується на технічному й спеціалізованому перекладі.
Його активна публіцистична діяльність, зокрема регулярні статті в рубриці «Translation Now» для журналу «The Linguist», а також участь у роботі Інституту лінгвістів, сприяли поширенню його ідей серед багатьох науковців і практиків.

## Спадщина
Пітер Ньюмарк помер 9 липня 2011 року, залишивши значну інтелектуальну спадщину, яка досі впливає на розвиток перекладознавства. Його теоретичні напрацювання та методологічні підходи становлять основу для численних досліджень і практичних застосувань у сфері перекладу.